# Niermala Badrising
Niermala Hindori-Badrising (Paramaribo, 4 juli 1962) is een Surinaams diplomaat en politica. Ze was van 2015 tot 2017 minister van Buitenlandse Zaken. Van 2012 tot 2015 en sinds 2017 is ze ambassadeur bij de Organisatie van Amerikaanse Staten, en sinds medio 2017 ook voor de Verenigde Staten. Hier bleef zij aan tot 2021.

## Biografie
Badrising werd in Paramaribo geboren en behaalde haar mastergraad in 1987 aan het International Institute of Social Studies in Den Haag. Hier slaagde ze ook nog voor twee aanvullende studies in democratisering, overheidsbeleid en governance. Twintig jaar later, in 2007, slaagde ze nogmaals voor een mastergraad, aan de  Fletcher School of Law and Diplomacy van de Tuftsuniversiteit voor het vakgebied Internationale relaties en diplomatie. Daarnaast volgde ze ook nog allerlei professionele studies op het gebied van leiderschap, (project)management en mensenrechten.
In 1989 begon ze haar loopbaan bij het ministerie van Buitenlandse Zaken. Ze diende in verschillende functies en was uiteindelijk in 1996 afdelingshoofd op het departement voor internationale organisaties. Van 1998 tot 2012 werkte ze als senior adviseur voor internationale zaken voor het Kabinet van de President. In deze functie diende ze de presidenten Jules Wijdenbosch, Ronald Venetiaan en Desi Bouterse. Daarnaast legde ze zich toe op allerlei specialismen, waaronder milieudiplomatie, conflictbeheersing, onderhandeling en crisismanagement.
In januari 2012 trad ze aan als ambassadeur bij de Organisatie van Amerikaanse Staten. Daarnaast vertegenwoordigde ze Suriname bij de Wereldbank en de Inter-Amerikaanse Ontwikkelingsbank en tijdens een groot aantal internationale en regionale toppen en vergaderingen. Ook stond ze aan het hoofd van de Surinaamse delegatie tijdens de 7e Summit of the Americas in Panama.
Op 13 augustus 2015 trad ze aan als minister van Buitenlandse Zaken in het kabinet van Desi Bouterse. Ze volgde hiermee Winston Lackin op die deze functie in de voorgaande vijf jaar had vervuld. Ze bleef op deze post tot 1 februari 2017, toen Bouterse een aantal ministers verving. Ze werd opgevolgd door Yldiz Pollack-Beighle.
Een maand na haar vertrek vroeg haar ministerie agrément voor haar aan om terug te keren naar haar vorige functie van ambassadeur voor de OAS in Washington D.C. Voor haar vertrek als minister waren er al geruchten dat ze wilde terugkeren als ambassadeur. Op 28 april werd ze geïnstalleerd. Sinds 9 juni 2017 is ze ook ambassadeur voor de Verenigde Staten. Haar geloofsbrieven diende ze anderhalve maand later, op 25 juli, in bij president Donald Trump. Ze bleef aan tot september 2021 en werd in 2022 opgevolgd door Marten Schalkwijk.